# Swetlana Wladimirowna Babitsch
Swetlana Wladimirowna Babitsch (russisch Светлана Владимировна Бабич, engl. Transkription Svetlana Babich, geb. Koroljowa – Королёва – Korolyova; * 17. Juli 1947 in Pawlowsk, Region Altai) ist eine ehemalige russische Speerwerferin, die für die Sowjetunion startete.
1971 schied sie bei den Europameisterschaften in Helsinki in der Qualifikation aus.
Einem achten Platz bei den Olympischen Spielen 1972 in München folgte ein Sieg bei der Universiade 1973. Bei den Europameisterschaften 1974 in Rom kam sie erneut nicht über die erste Runde hinaus, und beim Europacup 1975 im Nizza wurde sie Zweite.
Bei den Olympischen Spielen 1976 in Montreal wurde sie Sechste.
1976 wurde sie mit ihrer persönlichen Bestleistung von 63,74 m Sowjetische Meisterin.